# Caryosporella
Caryosporella är ett släkte av svampar. Caryosporella ingår i familjen Melanommataceae, ordningen Pleosporales, klassen Dothideomycetes, divisionen sporsäcksvampar och riket svampar.
|               | Ostropella                                  |
|               |                                             |
|               | Astrosphaeriella                            |
|               |                                             |
|               | Xenolophium                                 |
|               |                                             |
|               | Nigrolentilocus                             |
|               |                                             |
|               | Acrocordiopsis                              |
|               |                                             |
|               | Mycopepon                                   |
|               |                                             |
|               | Sporidesmiella                              |
|               |                                             |
|               | Pleurophomopsis                             |
|               |                                             |
|               | Aposphaeria                                 |
|               |                                             |
|               | Melanomma                                   |
|               |                                             |
|               | Schizostoma                                 |
|               |                                             |
|               | Calyptronectria                             |
|               |                                             |
|               | Ohleria                                     |
|               |                                             |
|               | Byssosphaeria                               |
|               |                                             |
|               | Javaria                                     |
|               |                                             |
| Caryosporella | \| \| Caryosporella rhizophorae \| \| \| \| |
|               | \| \| Caryosporella rhizophorae \| \| \| \| |
|               | Anomalemma                                  |
|               |                                             |
|               | Karstenula                                  |
|               |                                             |
|               | Bicrouania                                  |
|               |                                             |
|               | Dangeardiella                               |
|               |                                             |
|               | Asymmetricospora                            |
|               |                                             |
|               | Caryosporella rhizophorae                   |
|               |                                             |

|  | Caryosporella rhizophorae |
|  |                           |